# Angerona bistrigata
Angerona bistrigata är en fjärilsart som beskrevs av Weber 1795. Angerona bistrigata ingår i släktet Angerona och familjen mätare. Inga underarter finns listade i Catalogue of Life.